# Беатриса Великобританская
Беатри́са Великобрита́нская (англ. Beatrice of the United Kingdom), также Беатри́са Са́ксен-Ко́бург-Го́тская, урождённая Беатриса Мария Виктория Феодора (англ. Beatrice of Saxe-Coburg and Gotha; 14 апреля 1857, Букингемский дворец, Лондон — 26 октября 1944, Балкомб) — пятая дочь и младший ребёнок британской королевы Виктории и её супруга Альберта Саксен-Кобург-Готского; в замужестве — принцесса Баттенберг.
Детство принцессы прошло рядом с матерью — королевой Викторией, скорбевшей по мужу. После того, как старшие сёстры Беатрисы вышли замуж и покинули мать, Беатриса стала главной опорой и поддержкой королевы. Виктория была очень привязана к дочери и желала, чтобы та навсегда осталась с ней и никогда не выходила замуж. Беатриса смирилась со своей участью и с радостью выполняла обязанности, возложенные на неё матерью. Тем не менее, нашлось немало желающих породниться с королевой: среди них был единственный сын свергнутого французского императора Наполеона III — Наполеон Эжен, однако он погиб во время англо-зулусской войны в 1879 году ещё до того, как начались переговоры о браке; ещё одним кандидатом был вдовец старшей сестры Беатрисы — Людвиг IV, великий герцог Гессенский, однако законы того времени запрещали такие браки.
В 1884 году на свадьбе гессенской племянницы Беатрисы принцессы Виктории она познакомилась с принцем Генрихом Баттенбергом, сыном принца Александра Гессен-Дармштадтского и его морганатической супруги Юлии фон Гауке. По возвращении домой принцесса объявила матери, что желает выйти за Генриха замуж. После года уговоров и раздумий королева согласилась на этот брак при условии, что Генрих откажется от всех обязанностей в Германии и навсегда останется в Великобритании, а Беатриса продолжит выполнять обязанности неофициального секретаря матери. Свадьба состоялась 23 июля 1885 года на острове Уайт. За десять лет брака у супругов родилось трое сыновей и дочь. В 1896 году Генрих уговорил королеву разрешить ему участвовать в англо-ашантийской войне, во время которой он умер от малярии 20 января. Во вдовстве Беатриса всё так же оставалась при матери и помогала ей до самой её смерти 22 января 1901 года. Последующие годы принцесса посвятила редактированию дневников матери и выполнению королевских обязанностей. Беатриса умерла в 1944 году в возрасте восьмидесяти семи лет, пережив всех своих братьев и сестёр, а также двоих своих детей и нескольких племянников и племянниц, в том числе короля Великобритании Георга V и германского императора Вильгельма II.

## Происхождение и ранние годы

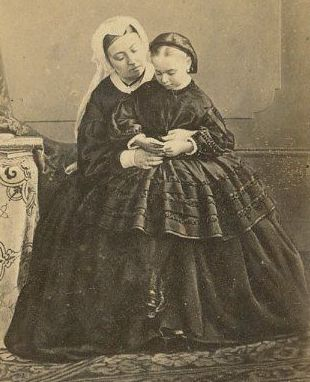
Беатриса на руках у матери, 1862

Беатриса родилась 14 апреля 1857 года в Букингемском дворце в Лондоне в семье британской королевы Виктории и её супруга принца Альберта; девочка стала пятой дочерью и младшим ребёнком из девяти детей королевской четы. Рождение принцессы вызвало споры, когда было объявлено, что тридцатисемилетняя королева будет использовать в качестве анестезии хлороформ, находившийся в ведении доктора Джона Сноу; споры возникли из-за того, что хлороформ считался опасным как для матери, так и для ребёнка. Кроме того, его использование не одобрялось Церковью Англии и авторитетными медицинскими деятелями. Тем не менее, королева использовала «благословенный хлороформ» во время последних родов «без зазрения совести», как это было при рождении дочери Луизы.
Две недели спустя Виктория записала в своём дневнике, что «была щедро вознаграждена и забыла всё, что пережила, когда услышала, как дражайший Альберт сказал: Это прекрасный ребёнок, это девочка!» Девочка была крещена под именами «Беатриса Мария Виктория Феодора» в частной часовне Букингемского дворца 16 июня 1857 года архиепископом Кентерберийским Джоном Самнером; восприемниками при крещении стали вдовствующая герцогиня Кентская (мать королевы Виктории), старшая из сестёр Беатрисы Виктория и её жених Фридрих Прусский. Имя «Мария» принцесса получила в честь герцогини Глостерской, ставшей единственным ребёнком короля Георга III, дожившим до этого момента; имя «Виктория» девочка получила в честь матери и имя «Феодора» — в честь единоутробной сестры королевы Феодоры Лейнингенской.

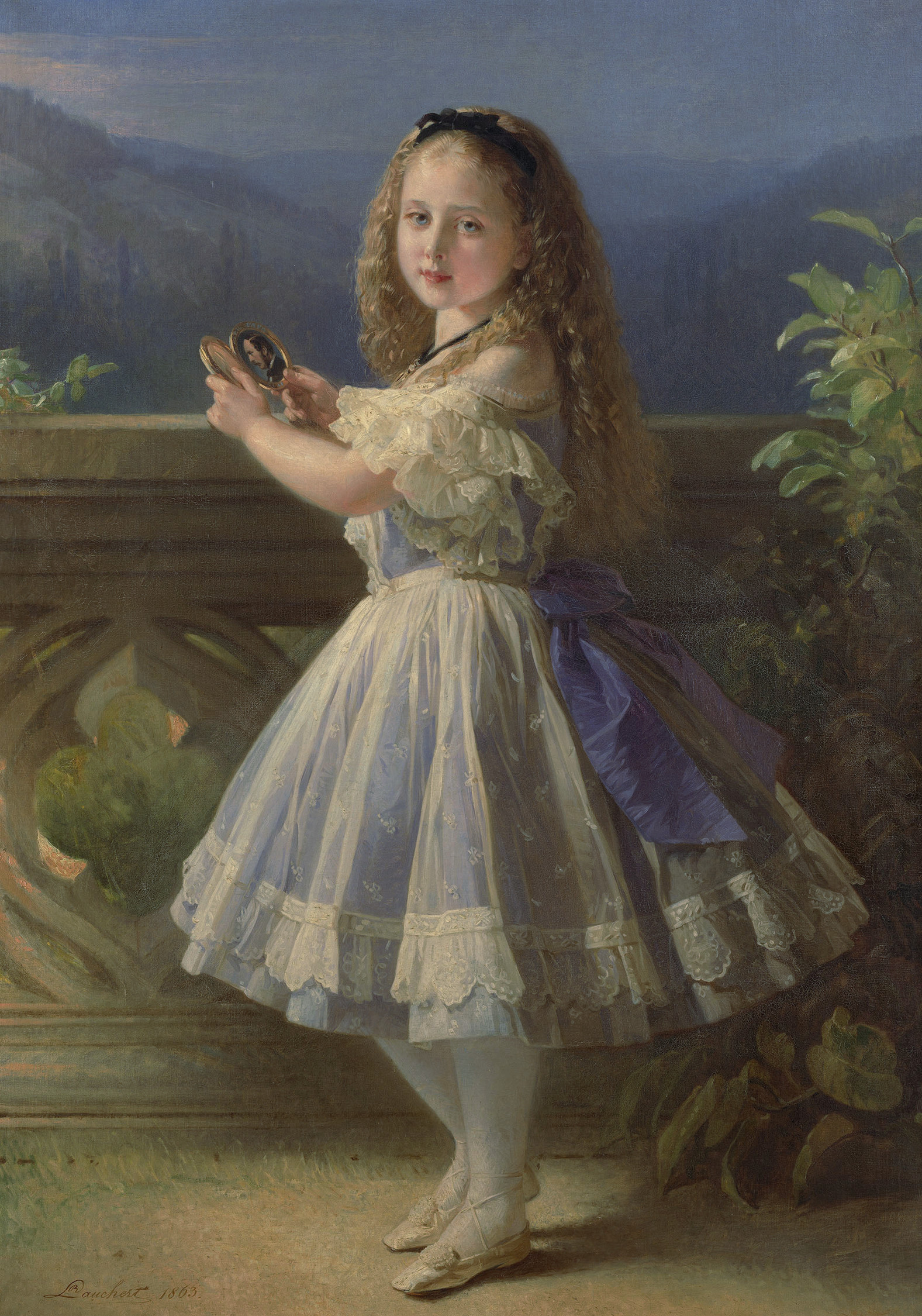
Портрет Беатрисы кисти Рихарда Лаухерта, 1863 год

Как и её сёстры, Беатриса получала образование по программе, разработанной для неё отцом и его близким другом бароном Стокмаром: девочка обучалась практическим навыкам, таким как поддержание домашнего хозяйства, приготовление пищи, фермерство и деревообработка, а также языкам. Виктория и Альберт выступали за монархию, основанную на семейных ценностях, поэтому у Беатрисы и её братьев и сестёр повседневный гардероб состоял из одежды для среднего класса, а спали дети в скудно обставленных, мало отапливаемых спальнях.
До рождения Беатрисы любимицей отца была старшая дочь Виктория, которая в 1858 году вышла замуж за прусского принца. По мере того, как принцесса Виктория готовилась к жизни в Германии, Беатриса завоёвывала сердце Альберта. Выйдя из младенческого возраста, Беатриса стала проявлять признаки светлого ума, что также приятно поразило принца Альберта, ценившего умных людей. Он писал своему другу Стокмару, что Беатриса — «самый забавный ребёнок из тех, что у нас были». Маленькая принцесса стала и любимицей матери, которая была известна тем, что считала новорождённых детей уродливыми. Королева Виктория считала младшую дочь самой привлекательной из всех своих детей, что дало Беатрисе преимущество по сравнению с её старшими братьями и сёстрами. Виктория однажды заметила, что Беатриса была «красивым, полненьким и цветущим ребёнком… с прекрасными большими голубыми глазами, маленьким миленьким ротиком и очень тонкой кожей». Её длинные, золотые волосы были в центре внимания картины, заказанной королевой в начале 1860-х годов Рихарду Лаухерту. Кроме того, Виктория любила купать Беатрису, чего она никогда не делала со старшими детьми. Несмотря на строгую программу обучения, детство принцессы было гораздо спокойнее, чем у других детей Виктории и Альберта, благодаря её близости с родителями, которых, в силу того, что она была самым младшим ребёнком королевской четы, ей не пришлось ни с кем делить, как это было с её братьями и сёстрами.

### Смерть принца Альберта

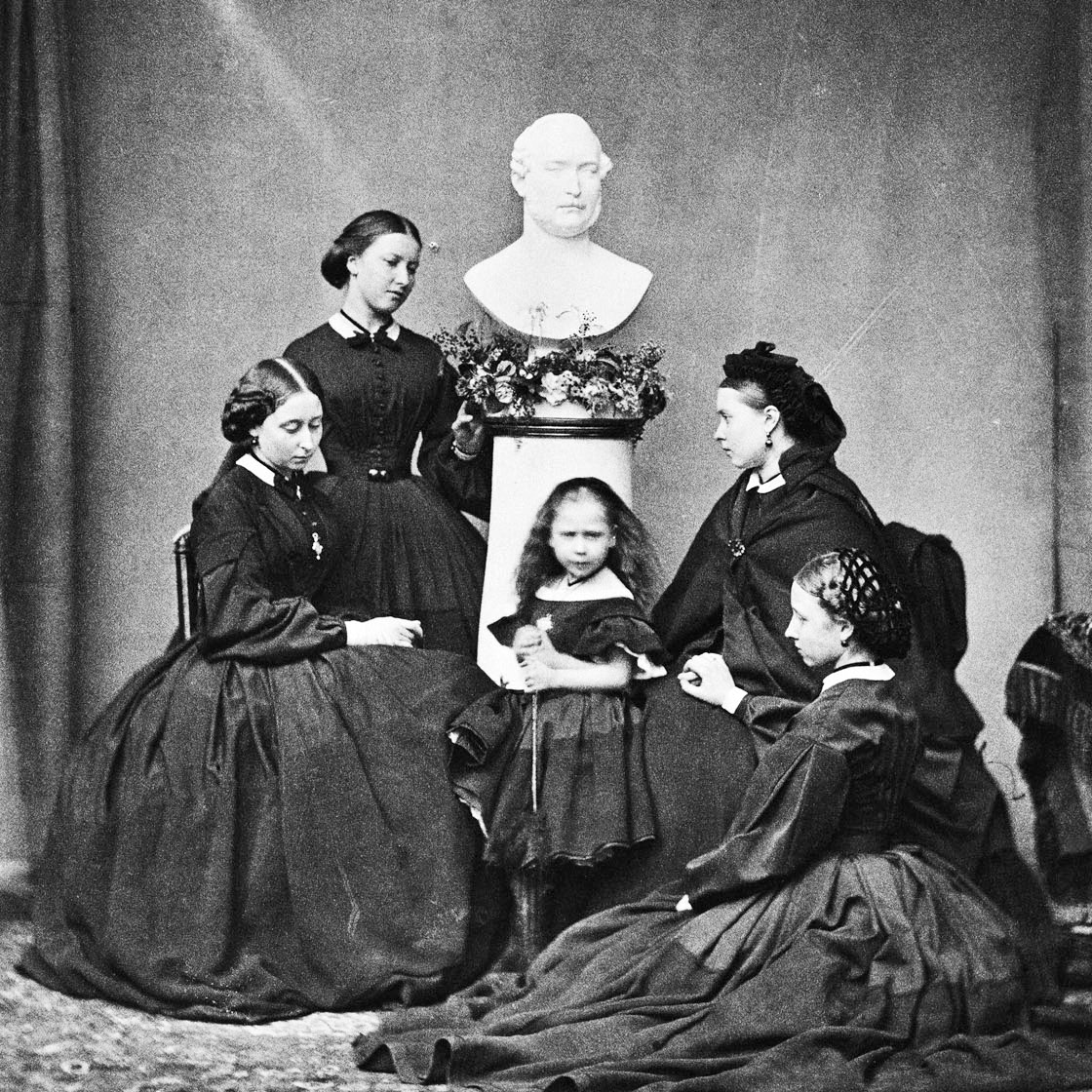
Дочери королевы Виктории, скорбящие об отце. Беатриса единственная из сестёр смотрит прямо в камеру

Атмосфера семейного счастья, в которой воспитывалась Беатриса, исчезла в 1861 году. 16 марта в Фрогмор-хаус умерла мать королевы — вдовствующая герцогиня Кентская. Королева была сломлена горем и чувствовала вину за отчуждение, случившееся между ними в начале царствования Виктории. Четырёхлетняя Беатриса пыталась утешить мать, напоминая ей, что герцогиня Кентская теперь «на небесах, но сама Беатриса надеется, что она вернется». Утешение сработало только отчасти, и королева удалилась от общественной жизни и изолировала себя от своих детей; она продолжила общение только со старшей из незамужних дочерей принцессой Алисой, которая выполняла функции неофициального секретаря Виктории и её представителя на публичных мероприятиях, и маленькой Беатрисой. В декабре семью ожидал новый удар: 14 декабря в Виндзорском замке умер принц Альберт. Двор погрузился в траур, а вся королевская семья по приказу Виктории отбыла в резиденцию Осборн-хаус. Атмосфера королевского двора стала мрачной и болезненной, а развлечения — сухими и безрадостными.

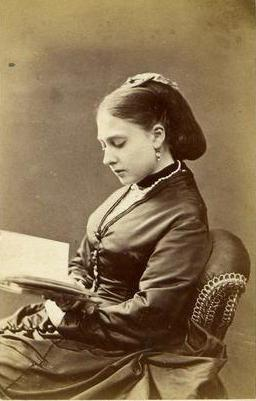
Беатриса в начале 1870-х годов

Глубина скорби королевы удивила не только её семью и придворных, но и политиков и общество. Когда умерла её мать, Виктория закрылась от всех детей, кроме Алисы и Беатрисы. Потеря Альберта сделала королеву более замкнутой и ещё больше отдалила её от детей, в частности, от принца Уэльского, которого Виктория необоснованно считала виновным в смерти мужа. Вместе с тем, Виктория сблизилась с любимой дочерью, которую часто брала к себе в постель, где «лежала без сна, сжимая ребёнка, завернутого в пижаму человека, который больше никогда её не наденет». После 1871 года, когда последняя из сестёр Беатрисы вышла замуж, Виктория стала полностью полагаться на младшую дочь, которая с самого раннего детства заявляла: «Я не люблю свадьбы вообще. Я никогда не выйду замуж. Я останусь с мамой». В этот период Беатриса взяла на себя обязанности неофициального секретаря матери, которые ранее последовательно выполняли её сёстры Алиса, Елена и Луиза, в частности, писала письма от имени матери и помогала ей с политической перепиской. Позднее Виктория стала поручать дочери более личные дела: так, во время тяжёлой болезни в 1871 году королева продиктовала Беатрисе текст записи в дневнике, а в 1876 году позволила дочери рассортировать ноты, по которым раньше королева и принц Альберт играли и которые не использовались после его смерти.
Королева признавала преданность дочери и была благодарна ей за это, однако всё больше и больше нуждалась в ней. Королева понесла ещё одну утрату в 1883 году, когда её любимый слуга-шотландец Джон Браун умер в Балморале. В очередной раз королева погрузилась в траур и полностью положилась на поддержку Беатрисы. В отличие от братьев и сестёр, Беатриса никогда не выказывала неприязни к Брауну, их даже часто видели вместе, когда они работали над осуществлением многочисленных планов королевы.

## Брачные планы

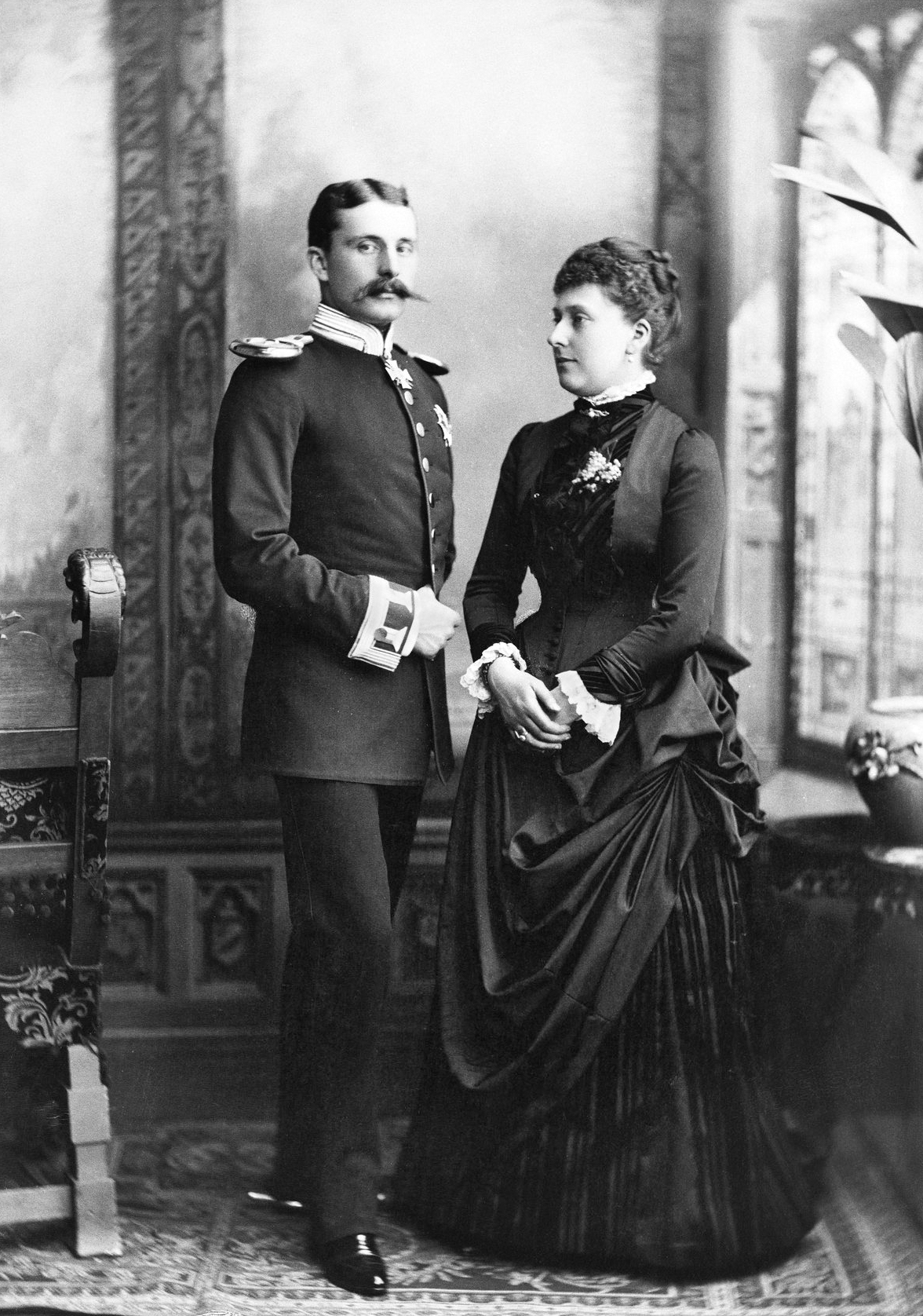
Беатриса и Генрих Баттенберг в апреле 1885 года

Несмотря на то, что королева даже не желала рассматривать возможность замужества Беатрисы, на её руку находилось немало претендентов. Одним из них стал французский принц Наполеон Эжен, единственный ребёнок императора Наполеона III и его супруги Эжени де Монтихо. После того, как Пруссия одержала победу над Францией во Франко-прусской войне, Наполеон III был свергнут и вместе с семьёй бежал в Англию в 1870 году. После смерти императора в 1873 году Виктория сблизилась с его вдовой, и в прессе стали появляться слухи о скорой помолвке Беатрисы с Наполеоном Эженом. Неизвестно, действительно ли планировался этот брак, однако он был весьма выгоден для Виктории, поскольку её любимой дочери не пришлось бы покидать страну. Слухи в прессе закончились со смертью 1 июня 1879 года Наполеона Эжена в ходе англо-зулусской войны. Королева Виктория записала в дневнике после известия о смерти принца: «дорогая Беатриса очень много плачет, как и я, с тех пор, как мы получили телеграмму… это было на рассвете, и я мало спала… Беатриса так расстраивается; все мы ошеломлены».
После смерти французского принца брат Беатрисы, принц Уэльский, предполагал, что она могла бы выйти за великого герцога Гессенского Людвига IV, который ранее был женат на старшей сестре Беатрисы Алисе, умершей во время эпидемии дифтерии в 1878 году. Принц считал, что Беатриса сможет стать прекрасной заменой матери для младших детей Людвига, часто навещавших королеву Викторию, и одновременно будет заботиться о матери; кроме того, он отмечал, что так королева Виктория сможет наблюдать за тем, как растут её гессенские внуки. Однако на тот момент такой брак был запрещён законом, и принц Уэльский даже пытался протолкнуть через парламент акт, который разрешал бы брак мужчины с сестрой покойной жены. Несмотря на народную поддержку акта и тот факт, что он был поддержан палатой общин, акт был отклонён палатой лордов из-за оппозиции со стороны духовников. Хотя королева поддерживала акт и была разочарована его провалом, она была счастлива, что дочь осталась при ней.
Среди других кандидатов были братья Баттенберги — Александр и Людвиг, но ни один из них не добился успеха. Вместе с тем, Александр никогда официально не просил руки Беатрисы: он просто говорил, что «может быть, однажды обручится с другом детства Беатрисой»; Людвиг оказался более заинтересован в браке с дочерью королевы и даже был приглашён на ужин с ними, однако Виктория сидела за столом между ним и Беатрисой, которой велела игнорировать принца, чтобы отбить у него желание просить её руки. Не понимая причины молчания принцессы, Людвиг несколько лет надеялся на брак, однако в конечном итоге женился на её племяннице Виктории, дочери принцессы Алисы и великого герцога Гессенского. Беатриса была приглашена на свадьбу Людвига и Виктории в Дармштадт, где принцесса влюбилась в младшего брата жениха принца Генриха, который ответил взаимностью.

### Обручение и свадьба

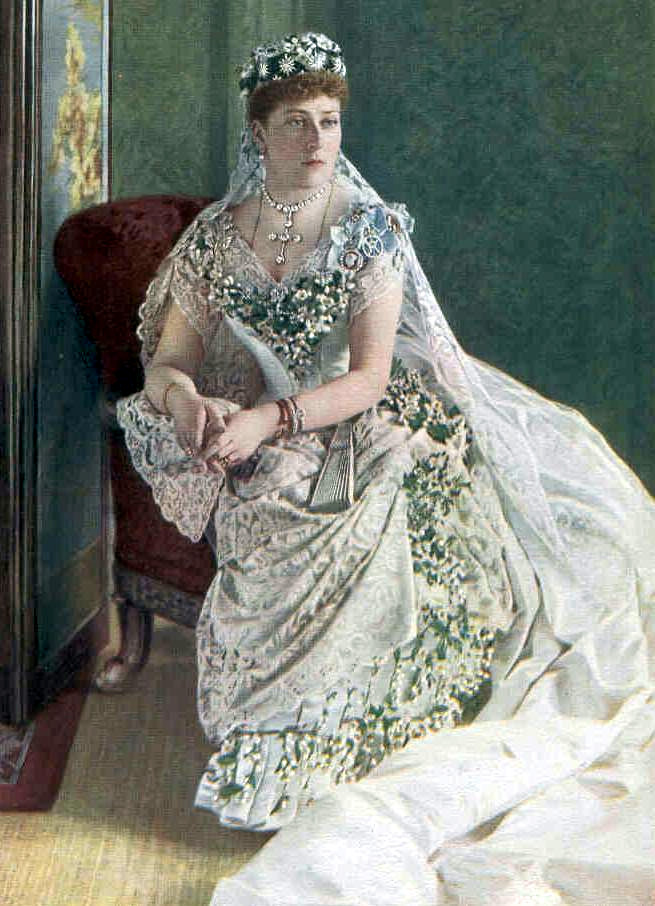
Беатриса в день свадьбы, 1885

Когда Беатриса, вернувшись из Дармштадта, заявила матери, что собирается замуж, королева отреагировала пугающим молчанием. Хотя они продолжали жить и трудиться бок о бок, в течение семи месяцев Виктория едва ли сказала дочери пару слов, предпочтя общаться с ней записками. Такое необычное поведение королевы, ставшее неожиданностью даже для её семьи, было вызвано тем, что Виктория боялась потерять дочь. Несмотря на то, что Беатриса стала взрослой, королева продолжала рассматривать Беатрису как свою «малышку» — невинного ребёнка, и рассматривала физическую близость с мужчиной, которая неизменно придёт с браком, как конец невинности дочери.
Решить семейный конфликт попытались принцесса Уэльская и старшая дочь королевы кронпринцесса Пруссии, которая напомнила матери о счастье, которое Беатриса приносила её покойному супругу. Воспоминания побудили Викторию возобновить общение с дочерью. Королева дала согласие на брак при условии, что Генрих откажется от всех своих немецких обязательств и навсегда поселится в Великобритании.
Брачная церемония состоялась 23 июля 1885 года в церкви Святой Милдред в Виппингеме, близ резиденции Осборн-хаус. Принцесса была одета в свадебное платье из белого атласа с отделкой из флёрдоранжа и кружева с кружевной юбкой, запа́х которой был расшит цветочными букетами из белого вереска. Зная любовь дочери к кружеву, Виктория разрешила ей надеть фату из хонитонского кружева, которую сама королева надевала в день своей свадьбы. Также голова принцессы была украшена алмазной диадемой, подаренной матерью. К алтарю Беатрису вели мать и принц Уэльский. Подружками невесты были племянницы Беатрисы: Алиса и Ирена Гессенские; Александра, Мария и Виктория Мелита Эдинбургские; Луиза, Мод и Виктория Уэльские; Мария Луиза и Елена Виктория Шлезвиг-Гольштейнские. Вместе с женихом у алтаря принцессу ждали его братья Александр и Франц Иосиф.
На церемонии присутствовали почти все члены британской королевской семьи, а также политики, за исключением старшей дочери Виктории и её супруга, а также бывшего премьер-министра Уильяма Гладстоуна и Марии Аделаиды Кембриджской, пребывавшей в трауре по свёкру. Медовый месяц молодожёны провели в Куарр Эбби-хаус, принадлежавшем семье Кохрейн, представительница которой, Минни Кохрейн, была фрейлиной Беатрисы, и располагавшемся на северном побережье острова Уайт. Как позднее писала старшая дочь королевы, Виктория «стойко выдержала» прощание с молодожёнами и только потом дала волю чувствам. Осенью 1885 года королева писала своей гессенской внучке Виктории из Балморала: «Думаю, ты хочешь знать, как хорошо всё сложилось… как счастлива [твоя] дорогая тётушка — и чувственна — так, что я чувствую это, но мало что изменилось».
В качестве одного из свадебных подарков Беатриса получила от банкира и мецената Мозеса Монтефиоре серебряный чайный сервиз с гравировкой «Многие дочери действовали виртуозно, но ты превзошла их всех». The Times незадолго до свадьбы принцессы писала: «Преданность вашего Королевского Высочества нашей возлюбленной королеве завоевала искреннее восхищение и глубочайшую благодарность. Пусть то благословение, что вы постоянно посылали другим, вернётся к вам в полной мере».

## Последние годы королевы Виктории
После короткого медового месяца Беатриса с супругом, как и обещала, вернулась к королеве. Виктория ясно дала понять, что сама не могла справиться с обязанностями, поэтому принцесса не сможет оставлять мать надолго и путешествовать без неё. Хотя королева вскоре ослабила это ограничение, Беатриса и Генрих покидали Викторию лишь на короткое время, чтобы повидаться с его семьёй. Любовь Беатрисы к мужу, как и королевы к принцу Альберту, казалось, становилась только сильнее со временем. Поэтому, когда Генрих отправлялся куда-либо без жены, она становилась счастливее после его возвращения.
Присоединение принца Генриха к семье стало поводом для Беатрисы и Виктории предвкушать что-то новое, а двор стал намного ярче, чем был после смерти принца Альберта в 1861 году. Беатриса поддерживала супруга во всём: так, она была на его стороне, когда Генрих был полон решимости принять участие в военных походах, что немало раздражало королеву, которая выступала против его участия в военной жизни страны. Конфликт между супругами и королевой вновь возник, когда Генрих принял участие в карнавале в Аяччо, где пребывал в «низкой компании», и Беатриса была вынуждена отправить офицера флота, чтобы вернуть мужа домой. Угнетённый постоянным присутствием королевы, Генрих однажды даже сбежал на Корсику с братом Людвигом, откуда был возвращён по приказу Виктории на военном корабле. Несмотря на такое поведение принца, он нравился Виктории; кроме того, она ценила его любовь к дочери.

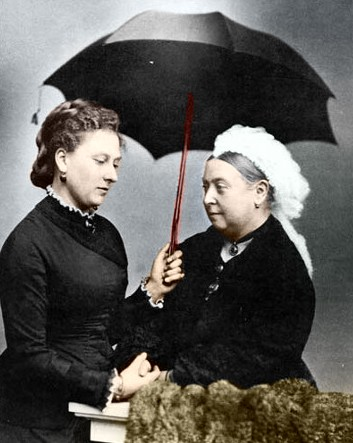
Беатриса с матерью в 1880-х годах

Вступив в брак, Беатриса продолжала исполнять обязанности доверенного лица и секретаря королевы. В первые месяцы брака принцесса перенесла выкидыш, однако в дальнейшем проблем с деторождением у Беатрисы не возникло. Однако Виктория критиковала поведение Беатрисы во время её второй беременности. Когда принцесса перестала ужинать вместе с матерью за неделю до родов, предпочитая есть в одиночестве в своей комнате, Виктория написала гневное письмо её врачу, доктору Джеймсу Риду: «я призывала принцессу для продолжения совместных ужинов, чтобы она не кисла в своей комнате, что очень плохо для неё. Во время своих беременностей я регулярно приходила на ужин, за исключением случаев, когда мне было действительно плохо (а я много страдала!) вплоть до самого последнего дня». 23 ноября 1886 года Беатриса, получив анестезию в виде хлороформа, родила сына Александра. В последующие годы принцесса стала матерью ещё троих детей. После рождения младшего сына Беатриса стала проявлять интерес к социальным вопросам, таким как условия в угольных шахтах; однако так далеко, как это было с её братом принцем Уэльским, этот интерес её не завёл.
Хотя забавы при дворе были весьма скудны после смерти принца Альберта, Беатриса и Виктория позволяли себе насладиться представлениями живых картин, которые часто исполнялись в королевских резиденциях. Генрих, всё время скучавший при дворе, также стал искать занятия для себя, и чтобы охладить его пыл, в 1889 году Виктория назначила его губернатором острова Уайт. Тем не менее, он стремился к военной службе и умолял свою тёщу позволить ему вступить в седьмую англо-ашантийскую войну. Несмотря на собственные опасения и опасения дочери, королева согласилась, и Генрих отбыл из Лондона 6 декабря 1895 года. Больше Беатриса мужа не видела: в начале января следующего года Генрих заразился малярией и был отправлен домой; 22 января 1896 года Беатриса, ожидавшая мужа в Мадейре, получила телеграмму, сообщавшую ей о смерти Генриха двумя днями ранее.
Беатриса была опустошена; она покинула двор на месяц, затем вернулась на свой пост возле матери. В своём дневнике Виктория записала, что однажды «[во]шла в комнату Беатрисы и сидела некоторое время с ней. Она настолько жалка в своём страдании». Несмотря на своё горе, принцесса оставалась верной спутницей матери, и, поскольку королева уже была в возрасте, большую часть работы с корреспонденцией вела Беатриса. Однако, понимая, что дочь нуждается в личном пространстве, Виктория отдала ей апартаменты в Кенсингтонском дворце, которые когда-то занимала сама Виктория и её мать. Королева также назначила дочь на пост губернатора острова Уайт, остававшийся вакантным со дня смерти Генриха. В период раннего вдовства Беатриса заинтересовалась фотографией, и Виктория распорядилась установить фотолабораторию в Осборн-хаусе. Изменения в семье, связанные со смертью Генриха, а также с тем, что Беатриса неотступно пребывала при матери, вероятно повлияли на её детей, которые стали бунтовать в школе: Беатриса писала, что её дочь Эна была «беспокойной и непокорной», а Александр говорил «неоправданную ложь».

## Последние годы
Смерть матери 22 января 1901 года перевернула жизнь Беатрисы. Она писала ректору университета Глазго Роберту Герберту Стори в марте того года: «… вы можете себе представить, какое это горе. Я почти никогда не покидала моей дорогой матери и вряд ли смогу понять, какова будет жизнь без той, что являлась центром вселенной». Принцесса продолжала выполнять публичные обязанности, но её положение при дворе стало другим — не таким важным, как ранее. Беатриса, в отличие от своей сестры Луизы, не была близка с братом Эдуардом, после смерти матери ставшим королём, и не вошла в его круг приближённых. Хотя их отношения не были плохими, иногда между братом и сестрой возникало неприятное напряжение: так, Эдуард очень разозлился, когда Беатриса во время его коронации случайно (но весьма шумно) уронила молитвенник из королевской галереи на стол с золотым блюдом.
После того, как резиденция Осборн-хаус поступила в распоряжение нового короля, Эдуард VII распорядился убрать оттуда личные вещи матери, в том числе фотографии; та часть из этих вещей, что была связана с Джоном Брауном, была уничтожена, поскольку король ненавидел его и считал привязанность матери к Брауну неподобающей. Королева Виктория намеревалась сделать этот дом частной, уединённой резиденцией для своих потомков, вдали от блеска и пышности материковой жизни. Однако новому королю Осборн-хаус оказался фактически не нужен: посоветовавшись с адвокатами, Эдуард собирался превратить основное строение в дом престарелых, в остальных зданиях он решил открыть государственные квартиры для населения, а на землях Осборна король собрался построить военно-морской колледж. Его планы встретили большое неодобрение со стороны как Беатрисы, так и его любимой сестры Луизы, поскольку Виктория завещала им дома на территории резиденции, а решение Эдуарда VII противоречило этому. Кроме того, узнав о планах брата, Беатриса принялась отговаривать его, ссылаясь на то, что Осборн-хаус был очень важен для обоих родителей.
Сам Эдуард был согласен сохранить Осборн-хаус для семьи, если найдётся тот, кому он будет нужен, но сам он в нём жить не желал; король предложил поместье своему наследнику, новому принцу Уэльскому, однако тот отказался из-за дороговизны обслуживания дома. Так и не найдя желающего из числа членов королевской семьи занять основное строение, Эдуард VII объявил премьер-министру Артуру Балфуру, что главный дом станет подарком для народа. До этого король расширил земли вокруг Осборн-коттеджа, который по завещанию королевы принадлежал Беатрисе, чтобы компенсировать потерю приватности из-за открытия основного дома для публики. Также личные владения королевской семьи на территории поместья оставались неприкосновенными. Кроме того, был закрыт доступ в личные покои покойной королевы.

### Удаление от общественной жизни

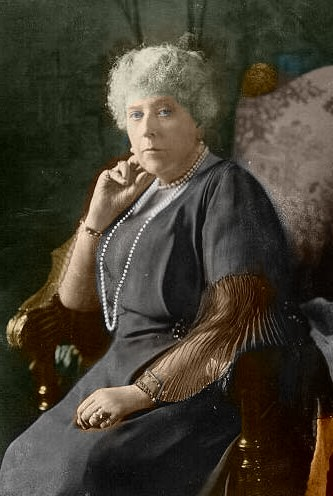
Беатриса в поздние годы

Беатриса продолжала появляться на публике после смерти своей матери; в большинстве случае её выступления были непосредственно связаны с матерью, поскольку в народном сознании принцесса была неразрывно связана с покойной королевой.
После смерти Виктории Беатрисе наконец удалось сблизиться с единственной дочерью. О красоте Виктории Евгении, в семье известной под четвёртым именем — «Эна», знали не только в Великобритании, но и во всей Европе, и несмотря на её довольно низкое происхождение (отец принцессы был рождён в морганатическом браке), она была желанной невестой. Сама Эна среди всех вероятных кандидатов в мужья себе выбрала испанского короля Альфонсо XIII. Беатриса поддержала выбор дочери, несмотря на то, что такой брак не устраивал ни Великобританию, ни Испанию: основным требованием испанской стороны был переход принцессы в католичество, что было неприемлемо для британской стороны; испанцы же были против того, чтобы королевой стала протестантка низкого происхождения. То, что матерью принцессы была дочь британского монарха, не играло никакой роли: испанцы отмечали, что Эна только наполовину королевского происхождения, а значит, и королевой Испании стать не может. Несмотря на всё это, Альфонсо XIII женился на Эне, которая предварительно сменила религию, 31 мая 1906 года в Мадриде. Семейная жизнь молодожёнов началась с покушения, совершённого на них в день свадьбы анархистом. В первое время супруги были близки, однако затем между ними произошёл разрыв: Эна, изначально непопулярная в Испании, передала своему старшему сыну, наследнику престола Альфонсо, ген гемофилии. Узнав об этом, Альфонсо XIII некоторое время жил с женой, однако затем отвернулся от неё и возложил ответственность за болезнь сына на мать Эны — принцессу Беатрису.
Будучи королевой Испании, Эна много раз возвращалась в Великобританию, чтобы навестить мать, однако всегда эти визиты она совершала без мужа и чаще всего без детей. Большую часть времени Беатриса жила в Осборн-коттедже, пока не продала его в 1913 году, когда освободился замок Карисбрук, резиденция губернатора острова Уайт. Принцесса переехала в Карисбрук, при этом сохранив за собой комнаты в Кенсингтонском дворце в Лондоне. В Карисбруке Беатриса активно участвовала в сборе материалов для местного музея, открытого ею ещё 1898 году.

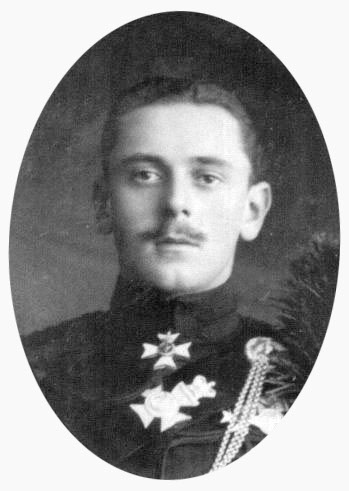
Принц Мориц — любимый сын Беатрисы, после смерти которого она удалилась от общественной жизни

В 1914 году разразилась Первая мировая война, длившаяся больше трёх лет. В ответ на агрессию Германии, новый король Георг V изменил родовую фамилию с Саксен-Кобург-Готской на Виндзор, чтобы избавиться от шлейфа германского происхождения династии. Беатриса, как и другие члены королевской семьи, отказалась от всех немецких титулов и именовалась теперь просто «Её Королевское высочество принцесса Беатриса» вместо «Её Королевское высочество принцесса Генрих Баттенберг»; фамилия её покойного супруга также была англизирована в «Маунтбаттен». Сыновья Беатрисы отказались от титула «принц Баттенберг»; взамен старший сын, Александр, получил право именоваться «сэр Александр Маунтбаттен», а позднее — титул маркиза Карисбрука. Младший сын принцессы, Леопольд, теперь именовался «сэр Леопольд Маунтбаттен» и имел право на титулование как младший сын маркиза. Леопольд страдал гемофилией и умер во время экстренной операции на бедре за месяц до своего тридцать третьего дня рождения, когда Беатриса отдыхала на Сицилии.
После войны Беатриса стала одним из немногих членов королевской семьи, покровительствовавших Лиге Ипра — обществу ветеранов сражений на Ипрском выступе и скорбящим родственникам погибших там. Сама Беатриса в этом обществе также была скорбящей матерью: её любимый сын Мориц был убит во время наступления на Ипр в 1914 году. Опустошённая гибелью Морица, Беатриса окончательно стала удаляться от общественной жизни, а большинство публичных появлений принцессы были связаны с его смертью: так, она возлагала цветы к Кенотафу в Лондоне в 1930 году по случаю десятилетия создания Лиги. Сама принцесса во время войны возглавляла отделение британского Красного креста на острове Уайт, за что была награждена Большим крестом ордена Британской империи.

### Смерть

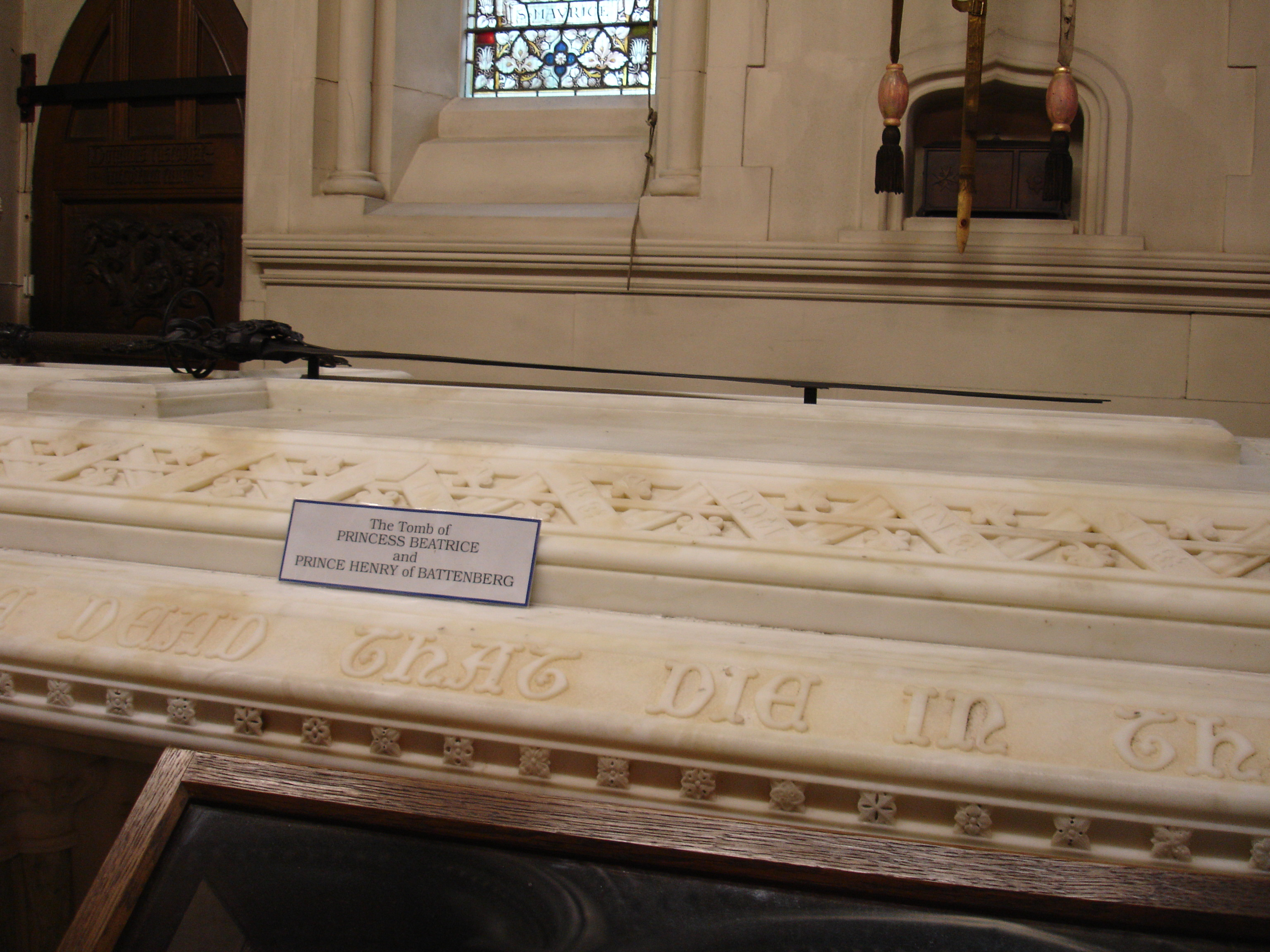
Могила Беатрисы и её супруга на острове Уайт

В последние годы, когда принцессе уже было более семидесяти лет, Беатриса продолжала переписываться со своими друзьями и родственниками и очень редко появлялась на публике. Одним из последних появлений стало возложение венков на могилу её племянника короля Георга V 23 января 1936 года, умершего тремя днями ранее; к этому времени у принцессы уже были проблемы со здоровьем, в частности, она страдала от ревматизма, позволявшего ей передвигаться только на инвалидном кресле. Также, существует предположение, что начиная примерно с 1940 года письма принцессы писались не её рукой, а рукой её фрейлины Минни Кохрейн; об этом 28 октября 1940 года писала и сама Минни. В 1941 году Беатриса опубликовала свою последнюю работу «Во времена Наполеона» — перевод личных дневников прабабушки принцессы по женской линии Августы Рейсс-Эберсдорфской. Она также вела переписку с издателем Джоном Мюрреем, который высоко ценил работу принцессы.
Последним пристанищем принцессы стал загородный дом Брентридж-парк в Западном Суссексе, принадлежавший брату королевы Марии графу Атлонскому и его супруге принцессе Алисе, племяннице Беатрисы; Атлоны на тот момент пребывали в Канаде, где граф занимал пост генерал-губернатора. Именно в Брентридже Беатриса умерла во сне 26 октября 1944 года в канун годовщины смерти её любимого сына Морица. После церемонии прощания, состоявшейся 3 ноября в капелле Святого Георгия Виндзорского замка, гроб с телом Беатрисы был помещён в королевское хранилище. Согласно последней воле принцессы, 28 августа 1945 года гроб был переправлен на остров Уайт, где был помещён в могилу супруга Беатрисы Генриха Баттенберга в церкви Святой Милдред в Виппингеме. В тот же день состоялась частная поминальная служба, на которой присутствовал только сын Беатрисы маркиз Карисбрук.

## Личность и деятельность
Беатриса была самой скромной из всех детей королевы Виктории и, вместе с тем, самой известной, благодаря тому, что она неотступно следовала за матерью. Несмотря на свою непритязательность и скромность, принцесса была хорошей актрисой, танцовщицей, певицей и музыкантом, а также отличным фотографом. Беатриса переняла от обоих родителей страсть к музыке и достигла в ней неплохих результатов, играя на пианино по профессиональным стандартам. Однако, по мере того, как прогрессировало заболевание ревматизмом, игра принцессы становилась всё хуже и хуже, за что она подвергалась критике со стороны матери. У принцессы был нежный, тихий и глубокий голос — она исполняла песни в меццо-сопрано.
Несмотря на то, что с рождения Беатриса была любимицей матери, к ней Виктория предъявляла более высокие требования, чем к другим своим детям. Принцессе также пришлось разделить любовь матери к холодной погоде, хотя это приносило ей немалые страдания из-за болезни. Она была предана своим детям и очень беспокоилась, когда они хулиганили в школе. К тем, кто искал её дружбы, принцесса всегда относилась с пониманием; она также имела хорошее чувство юмора и чувство долга перед народом. Как и её мать, Беатриса была благочестивой христианкой и увлекалась богословием до самой смерти. Благодаря своему спокойному нраву, принцесса получила широкое одобрение как при дворе, так и в обществе в целом; так, через год после свадьбы, когда Беатриса решила открыть ежегодное шоу королевского садоводческого общества Саутгемптона, организаторы отправили ей благодарственную прокламацию, в которой говорилось, что организаторы выражают своё «восхищение ласковой манере, в которой вы утешали и помогали вашей овдовевшей матери — нашей милостивой королеве». 

### Дневники королевы Виктории
Начиная с июля 1832 года и до самой смерти королева Виктория вела подробные дневники, которых к 1901 году накопилось 122 тома; в них она ежедневно записывала личные взгляды на жизнь, описывая как семейные вопросы, так и вопросы государства. В своём завещании Виктория назначила Беатрису литературным душеприказчиком для того, чтобы та подготовила дневники к публикации, избавив их от лишних подробностей и того, что может показаться «вредным» для широкой публики. После смерти матери принцесса сама переписывала и редактировала дневники; сначала она делала набросок копии в черновике, затем переписывала его в голубую тетрадь, после чего сжигала и черновик, и оригиналы; в конечном итоге, от оригинальных дневников Беатриса сохранила только треть. Уничтожение такого количества информации вызвало недовольство со стороны племянника принцессы короля Георга V и его жены Марии. На проделывание этой работы у принцессы ушло тридцать лет; свой труд она завершила только в 1931 году. После 1930 года редактирование дневников матери стало основным занятием страдавшей ревматизмом принцессы. Закончив работу над дневниками, Беатриса посвятила себя патронажу нескольких благотворительных организаций на острове Уайт. 

## Титулование, награды, генеалогия и герб

### Титулы
- 14 апреля 1857 — 23 июля 1885: Её Королевское высочество принцесса Беатриса Мария Виктория Феодора[8] Великобританская и Ирландская, принцесса Саксен-Кобургская и Готская, герцогиня Саксонская[67]
- 23 июля 1885 — 14 июля 1917: Её Королевское высочество принцесса Генри Баттенберг[67]
  - 14 июля 1917 — 26 октября 1944: Её Королевское высочество принцесса Беатриса[67]

### Награды
- 9 января 1874 года Беатриса стала Дамой Королевского ордена Виктории и Альберта I класса[67]
- В 1874 году Беатрис стала Дамой Большого креста Ордена Святой Екатерины Российской империи[67].
- 1 января 1878 года Беатриса вместе с другими членами семьи стала кавалером Ордена Индийской короны[92].
- 30 ноября 1881 года Беатриса стала Дамой Большого креста Ордена Золотого льва Великого герцогства Гессен.
- 24 мая 1885 года принцесса стала членом Королевского Красного креста[67].
- 10 февраля 1904 Беатриса стала членом второго класса Королевского семейного ордена короля Эдуарда VII[67].
- 3 июня 1911 принцесса стала членом второго класса Королевского семейного ордена короля Георга V[67].
- 1 января 1919 года Беатриса стала Дамой Большого креста Ордена Британской империи[73].
- 12 июня 1926 года принцесса стала Дамой Большого креста Ордена Святого Иоанна[73].
- 11 мая 1937 года Беатриса стала Дамой Большого креста Королевского Викторианского ордена[93].
- В 1889 году принцесса стала Дамой испанского Ордена Королевы Марии Луизы[67].

### Герб

В 1858 году Беатрисе и троим её сёстрам было дано право пользования британским королевским гербом с добавлением герба Саксонии (щит, девятикратно пересечённый на золото и чернь, поверх щита правая перевязь в виде рутовой короны), представлявшего отца принцессы — принца Альберта. Щит был обременён серебряным титлом с тремя зубцами, что символизировало то, что она является дочерью монарха; на среднем зубце титла — червлёное сердце, на крайних зубцах — червлёная роза с серебряной сердцевиной и зелёными листьями для отличия её от других членов королевской семьи.
Щитодержатели обременены титлом (турнирным воротничком) как в щите: на зелёной лужайке золотой, вооружённый червленью и коронованный золотой короной леопард [восстающий лев настороже] и серебряный, вооружённый золотом единорог, увенчанный наподобие ошейника золотой короной, с прикрепленной к ней цепью.
Дамский (ромбический) щит, увенчанный короной, соответствующей достоинству детей монарха, обременён серебряным титлом с тремя зубцами. Щит четверочастный: в первой и четвёртой частях — в червлёном поле три золотых вооружённых лазурью леопарда (идущих льва настороже), один над другим [Англия]; во второй части — в золотом поле червлёный, вооружённый лазурью лев, окружённый двойной процветшей и противопроцветшей внутренней каймой [Шотландия]; в третьей части — в лазоревом поле золотая с серебряными струнами арфа [Ирландия]).

## Потомство

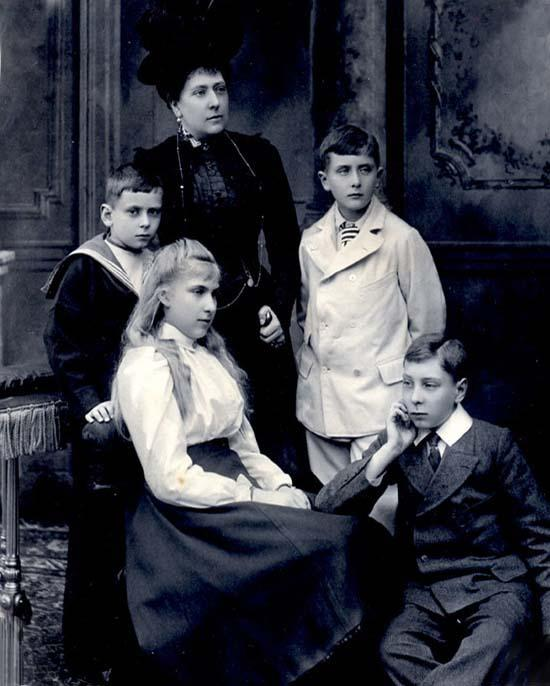
Беатриса с детьми, 1900

У Беатрисы и Генриха родилось четверо детей; все они достигли зрелого возраста:
- Александр (23 ноября 1886 — 23 февраля 1960) — маркиз Карисбрук. Был женат на Ирен Денисон[англ.], дочери Уильяма Фрэнсиса Генри Денисона, 2-го графа Ландсборо, и Грейс Аделаиды Фейн. В браке с Ирен родился только один ребёнок — дочь Айрис[англ.]. Александр умер в 1960 году, став последним из остававшихся в живых внуков королевы Виктории.
- Виктория Евгения Юлия Эна (24 октября 1887 — 15 апреля 1969) — была замужем за испанским королём Альфонсо XIII, от которого родила пятерых сыновей и двоих дочерей. Двое сыновей Виктории Евгении, принц Астурийский Альфонсо и Гонсало, страдали гемофилией и умерли от внутреннего кровотечения в результате незначительных для здорового человека автомобильных происшествий. Нынешний испанский король Филипп VI является правнуком Виктории Евгении.
- Леопольд Артур Луис (21 мая 1889 — 23 апреля 1922) — страдал гемофилией; умер от кровопотери во время операции на бедре.
- Мориц Виктор Дональд (3 октября 1891 — 27 октября 1914) — погиб во время наступления на Ипр во время Первой мировой войны.

## Комментарии
1. ↑  Виктория вышла замуж в 1858 году, Алиса — в 1862 году, Елена — в 1866 году, Луиза — в 1871 году.
2. ↑  После неудачного покушения на королеву в 1882 году она писала о Беатрисе: «ничто не может быть больше мужества и спокойствия дорогой Беатрисы, ибо она всё видела: как мужчина целится и стреляет прямо в вагоне, но она не сказала ни слова, увидев, что я тоже не испугалась»[26].